# 魔王城の料理番
『魔王城の料理番 〜コワモテ魔族ばかりだけど、ホワイトな職場です〜』（まおうじょうのりょうりばん 〜コワモテまぞくばかりだけど、ホワイトなしょくばです〜）は、ワイエム系による日本の漫画作品。
『くらげバンチ』（新潮社）にて、2023年2月より連載中。主に1、2話完結方式がとられている。

## あらすじ
主人公は魔王城の食堂で働く人間・ツムギ。彼女は異世界転移者だったが、元の世界で親の残した借金に追われ、頼りの祖母を亡くし、仕事をクビになったうえ、家が全焼するという不幸に次々と見舞われた。不幸のどん底で死にかけのホームレスだった為、衣食住が保障される魔王城での生活を死守しようと魔族にコキ使われながらも必死に働いている。
龍人族の料理長・ゾルトや、ウェアウルフの先輩シューガなど、乱暴でガラの悪い魔族たちは、健気に働くツムギの様子と試行錯誤しながら振る舞われる料理に徐々にほだされていく…。魔王城が舞台の異世界ハートフルグルメラブコメディ。

## 登場人物
声優は音声ドラマ版。

### 魔王城食堂
ツムギ / 岩船 紬（いわふね つむぎ）
声 - 富田美憂
異世界に違法召喚され、魔王城の食堂にワケあって就職した人間。数々の不幸に見舞われ、ホームレスだったため元の世界に帰りたくない。召喚されてからしばらくは馬小屋で生活していたが、現在はゾルトのおかげで衣食住が安定している。
この世界では珍しい異世界人だとバレてしまうと問題があるため隠して生活している。頑張り過ぎてしまう一面もある為、元の世界で苦労していたこともある。魔王城の食堂では基本的に雑用係である。
異世界に召喚されてから、視たものの名前などを説明パネルで出してくれる鑑定眼という能力を持つ。調味料など、一度食すと味の表記が加筆される。このスキルを使って食堂の新メニュー開発に挑戦している。

ゾルト・クロイツ
声 - 諏訪部順一
龍人族。魔王城食堂の料理長。度々、仕事が出来なきゃ実家に帰れとツムギに迫る。周りから恐れられているが中間管理職で板挟みになることも。かつて廃止された魔王城食堂を復活させた。資格取得が趣味で数々の資格を取得している。
龍人の体力は凄まじいらしく、複数人で発動が必要な魔法陣も1人で発動させてしまうほどの力を持つが、それゆえに仕事を抱え込む面もある。徐々に突発的なツムギの行動にも順応していく。ツムギの作る料理に胃袋を掴まれつつある。

シューガ・プレル
声 - 小野友樹
ウェアウルフ族。魔王城食堂料理人。初めはツムギに食ってかかるような態度で接していたが、徐々に打ち解けていった。野菜の皮むきを教えてくれたツムギに恩を返そうとするなど律儀な面も持つ。

ユン・ショウ
声 - 河西健吾
鬼人族。魔王城食堂料理人。ゾルトに構ってもらっているツムギに嫉妬し、当たりが強い。お腹が空くと性格が激変する。三重人格レベルとよく言われるらしい。
故郷の料理をでないと腹持ちが悪く、あまり食べる機会がないことが満腹になれない原因。

ビネガル・ラ・ニア
声 - 中村悠一
メドゥーサ族。魔王城食堂第一班班長。基本的には優しいが、ゾルトが鍋を破壊した際には長い間圧をかけるなど一度怒らせると怖い一面もある。

ヴィー・ベートス
声 - 江口拓也
魔王城食堂第一班副班長。自身の種族については周りに隠しており、ゾルトしか知らない。自身の種族を気にするあまり、対人関係において不器用な一面がある。
魔王城食堂に3人しかいない解毒担当の一人（作品中では他2人については言及されていない）。

### その他
シンビュデュウム
魔王城騎士団/第三隊隊長。ツムギが違法召喚された際に保護し、元の世界に帰りたくないとごねるツムギに魔王城の厨房の仕事を紹介した。定期的に状況報告を行っている。名前が呼びにくいためツムギはシンと呼んでいる。

ティムラップ
幻獣。ある日ツムギの部屋に入ってきていた。美食家。ツムギの部屋に住み着くようになる。

## 書誌情報
- ワイエム系『魔王城の料理番 〜コワモテ魔族ばかりだけど、ホワイトな職場です〜』 新潮社〈BUNCH COMICS〉、既刊4巻（2025年5月9日現在）
  1. 2023年7月7日発売、ISBN 978-4-10-772615-5
  2. 2024年2月8日発売、ISBN 978-4-10-772679-7
  3. 2024年8月7日発売、ISBN 978-4-10-772736-7
  4. 2025年5月9日発売、ISBN 978-4-10-772826-5